# Ine (Kioto)
Ine (jap. 伊根町 Ine-chō) – miasto w Japonii, na wyspie Honsiu, w prefekturze Kioto. Według danych na rok 2020 miejscowość zamieszkiwało 1 928 mieszkańców , a gęstość zaludnienia wyniosła 31,2 os./km².